# Corse (departament)
Departamentul Corse (franceză Département Corse) a fost un departament al Franței format în urma reorganizării teritoriale din perioada Revoluției Franceze, unicul departament de pe insula Corsica. 
În 1793 departamentul este divizat în departamentele Golo și Liamone dar în 1811 departamentul Corse este reactivat, prin unirea acestora. Acesta este numerotat cu numărul 20. Odată cu formarea regiunilor, departamentul este întâi atașat regiunii Provence-Alpi-Coasta de Azur, dar din 1970 formează o regiune separată. în 1976 departamentul este din nou divizat în departamentele Haute-Corse și Corse-du-Sud care corespund aproximativ vechilor departamente Golo și Liamone. 
La formarea departamentului, acesta era divizat în 9 districte: Bastia, Olletta, L'Île-Rousse, La Porta d'Ampugnani, Corte, Cervione, Ajaccio, Vicco și Tallano. În 1800 districtele sunt suprimate și reorganizate în arondismente, fiind create 5 arondismente pe insulă: 3 în departamentul Golo (Bastia, Calvi și Corte) și 2 în departamentul Liamone (Ajaccio și Sartène). 